# Leiderdorp

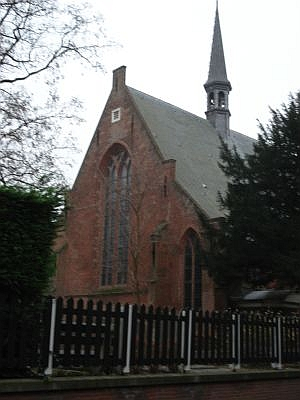
Nhà thờ ở Leiderdorp.

Leiderdorp (dân số: 26.182 người trong năm 2004) là một đô thị ở phía tây Hà Lan, trong tỉnh Zuid-Holland gần thành phố Leiden.
Đô thị này có diện tích 12,29 km² (4,75 mile²) trong đó 0,56 km² (0,22 mile²) là diện tích mặt nước. Leiderdorp hiện đã trở thành ngoại ô thành phố Leiden, du sông Oude Rijn và Zijl tách hai đô thị này ra. Tuyến đường sắt cao tốc HSL-Zuid giữa Amsterdam và Brussels hiện đang được xây ở Leiderdorp.